# Хосе Рон
Хосе Рон (на испански: José Ron) е мексикански актьор.

## Кариера
Хосе Рон напуска родния си град Гуадалахара на 18-годишна възраст, за да учи актьорско майсторство в Центъра за артистично образование към Телевиса. Актьорската си кариера започва през 2004 г., вземайки участие в теленовелата Безчувствена жена.
През 2006 г. участва в третия сезон на теленовелата Непокорните, продуцирана от Педро Дамян. През същата година участва в теленовелата Пощенски код, продуцирана от Хосе Алберто Кастро.
През 2008 г. получава първата си главна роля в теленовелата Кълна се, че те обичам, където си партнира с Ана Бренда Контрерас, продуцирана от МаПат Лопес де Сатарайн.
През 2010 г. участва в теленовелата Когато се влюбиш, със Силвия Наваро и Хуан Солер, продуцирана от Карлос Морено.
През следващите години получава главни роли в теленовелите Лишена от любов (2011/12), Жената от Вендавал (2012/13), Италианската булка (2014/15), Просто Мария (2015/16) и Влюбвам се в Рамон (2017).
През 2018 г. взема специално участие в теленовелата Да обичам без закон.

## Личен живот
Хосе Рон е син на Ромула Васкес Кастро и Хасинто Рон Родригес, има трима братя – Даниел, Алехандро и Хулио.

## Филмография

### Теленовели
- Родители за удобство (2024) – Тино Гевара
- Жената на дявола (2022) – Кристо Белтран
- Бездушната (2021) – Рафаел Тоскано
- Подарен живот (2020) – Педро
- Руби (2020) – Алехандро Карденас
- Ринго (2019) – Ринго
- Да обичам без закон (2018) – Фернандо
- Влюбвам се в Рамон (2017) – Рамон Лопес Ортис
- Просто Мария (2015/16) – Алехандро Ривапаласио Ланда
- Италианската булка (2014/15) – Педро Анхелес
- Жената от Вендавал (2012/13) – Алесандро Кастело Берокал
- Лишена от любов (2011/12) – Густаво Дуран
- Когато се влюбиш (2010/11) – Матиас Монтерубио
- Успелите Перес (2009/10) – Томас Арана
- Кълна се, че те обичам (2008/09) – Хосе Мария Алдама
- Момиченца като теб (2007) – Хорхе
- Пощенски код (2006/07) – Патрисио Гонсалес де ла Вега Мендоса
- Непокорните (2004-2006) – Енсо
- Безчувствена жена (2004) – Адриан

### Сериали
- Tiempo final (2009) – епизод El funeral – Мартин Арисменди
- Locas de amor (2009) – Маркос[14]
- Bajo el mismo techo (2005) – Еухенио[15]

### Театър
- Godspell (2014) – Хесус[16]
- Perfume de Gardenia (2013) – Мигел Анхел[17]

## Награди и номинации
Награди TVyNovelas
| Година | Категория                          | Теленовела             | Резултат  |
| ------ | ---------------------------------- | ---------------------- | --------- |
| 2018   | Най-добър актьор в главна роля     | Влюбвам се в Рамон     | Номиниран |
| 2012   | Най-добър актьор в поддържаща роля | Лишена от любов        | Печели    |
| 2010   | Най-добър млад актьор              | Успелите Перес         | Печели    |
| 2009   | Най-добър млад актьор              | Кълна се, че те обичам | Номиниран |

Награди Juventud
| Година | Категория    | Теленовела         | Резултат  |
| ------ | ------------ | ------------------ | --------- |
| 2016   | Любим актьор | Италианската булка | Номиниран |
| 2014   | Любим актьор | Жената от Вендавал | Номиниран |